# Sühnekreuz Martinskirchen

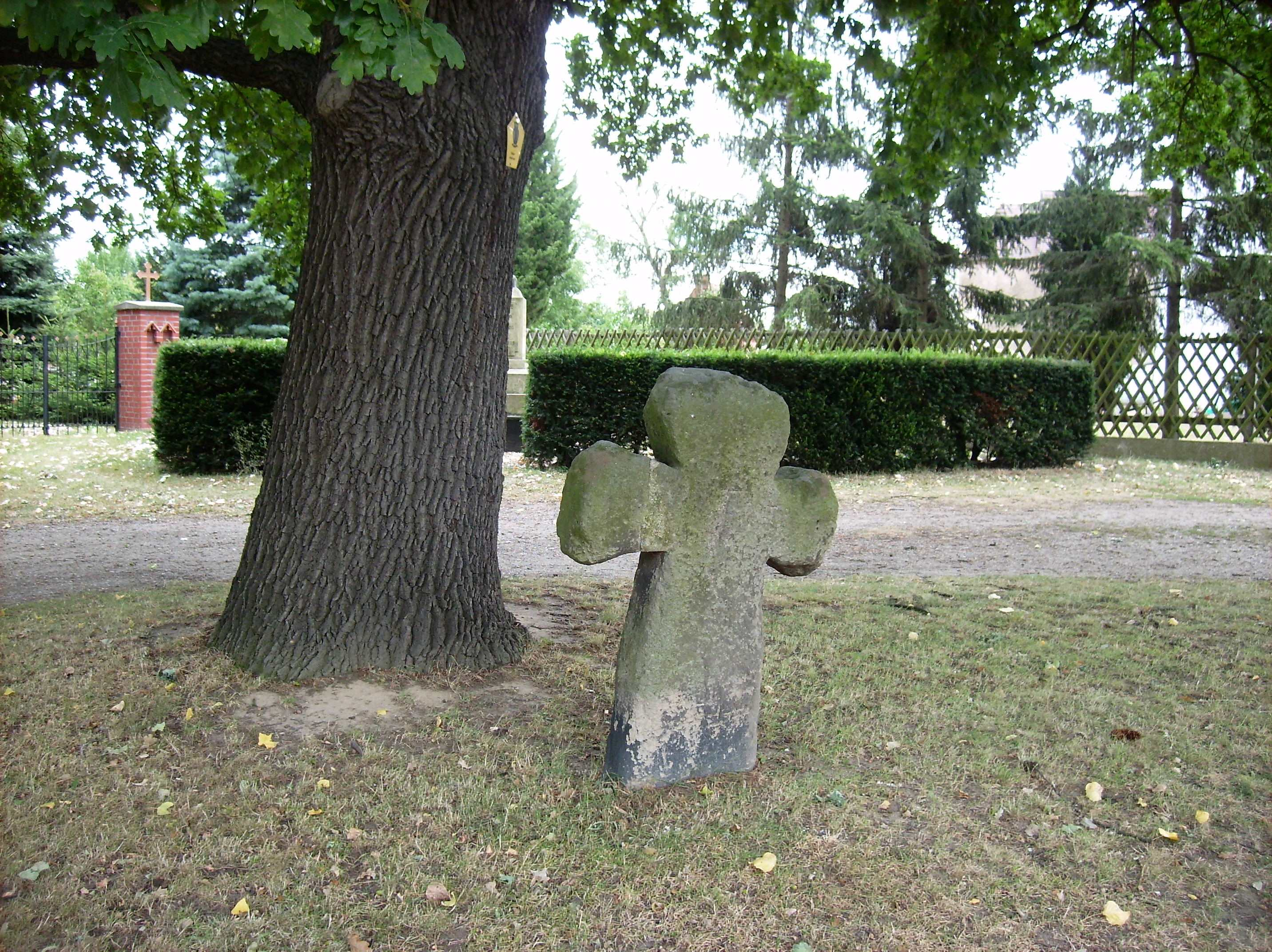
Sühnekreuz Martinskirchen

Das Sühnekreuz von Martinskirchen befindet sich westlich des Friedhofs von Martinskirchen, einem Ortsteil der südbrandenburgischen Kleinstadt Mühlberg/Elbe im Landkreis Elbe-Elster. Es ist heute als amtliches Bodendenkmal registriert.

## Beschreibung und Geschichte
Dieses Sühnekreuz besteht aus grauem Sandstein und hat eine Größe von 146 × 98 × 24 cm. Das Kreuz wurde vermutlich als Sühne für einen Mord oder Totschlag aufgestellt.
Sein ursprünglicher Standort befand sich möglicherweise in der Nähe von Brottewitz, wo sich ebenfalls ein Steinkreuz befindet und ein Zweites, welches hier ursprünglich vorhanden war, als verschollen gilt. Das Steinkreuz soll eine Zeit lang als Fußgängerbrücke über den Grenzgraben in Richtung Brottewitz gedient haben und war später verschüttet. Im Jahre 1934 kam es dann an seinen heutigen Standort nahe der Martinskirchener Dorfkirche.
Weitere Steinkreuze im Stadtgebiet von Mühlberg befinden sich in Altenau und Brottewitz. Ursprünglich befand sich auch in der Liebenwerdaer Straße in Mühlberg ein Steinkreuz. Dieses soll aber bei Pflasterarbeiten an der an der Klostermauer vorbeiführenden Straße verlorengegangen sein.

## Sage
Eine Sage berichtet über das Martinskirchener Sühnekreuz, dass es kurz nach dem Dreißigjährigen Krieg aufgestellt worden sein soll. Der Sage nach war ein als Verschollen gegoltener Bauer  aus Altbelgern bei seiner Rückkehr am Grenzgraben von einem Verwandten erschlagen worden sein, der dessen verlassenen Hof angenommen hatte und nun darum fürchtete, es dem Bauern zurückgeben zu müssen. Da den Mörder das schlechte Gewissen plagte, floh er bald nach seiner blutigen Tat und wurde nie wieder gesehen. Einer anderen Version nach, soll er sich in der unweit gelegenen Elbe ertränkt haben.

## Trivia
Unmittelbar hinter dem Sühnekreuz ist eine Stieleiche zu finden. Diese gilt heute als Naturdenkmal und steht ebenfalls unter Schutz. Als Schutzzweck wird vom Landkreis in der Verordnung zur Festsetzung von Bäumen als Naturdenkmale im Landkreis Elbe-Elster vom 21. Juni 2011. angegeben: landeskundlich, Eigenart, Schönheit.